# Kanton Izernore
Der Kanton Izernore war von 1800 bis 2015 ein französischer Wahlkreis im Département Ain in der Region Rhône-Alpes. Er umfasste zehn Gemeinden im Arrondissement Nantua; sein Hauptort (frz.: chef-lieu) war Izernore.

## Gemeinden
| Gemeinde               | Einwohner Jahr | Fläche km² | Bevölkerungsdichte | Code INSEE | Postleitzahl |
| ---------------------- | -------------- | ---------- | ------------------ | ---------- | ------------ |
| Bolozon                | 90 (2013)      | 4,9        | 18 Einw./km²       | 01051      | 01450        |
| Ceignes                | 262 (2013)     | 10,0       | 26 Einw./km²       | 01067      | 01430        |
| Izernore               | 2.312 (2013)   | 20,9       | 111 Einw./km²      | 01192      | 01580        |
| Leyssard               | 149 (2013)     | 9,6        | 16 Einw./km²       | 01214      | 01450        |
| Matafelon-Granges      | 651 (2013)     | 21,5       | 30 Einw./km²       | 01240      | 01580        |
| Nurieux-Volognat       | 1.025 (2013)   | 19,3       | 53 Einw./km²       | 01267      | 01460        |
| Peyriat                | 176 (2013)     | 5,9        | 30 Einw./km²       | 01293      | 01430        |
| Samognat               | 677 (2013)     | 14,0       | 48 Einw./km²       | 01392      | 01580        |
| Serrières-sur-Ain      | 125 (2013)     | 8,2        | 15 Einw./km²       | 01404      | 01450        |
| Sonthonnax-la-Montagne | 320 (2013)     | 14,1       | 23 Einw./km²       | 01410      | 01580        |

## Einwohner
| Bevölkerungsentwicklung | Bevölkerungsentwicklung |
| Jahr                    | Einwohner               |
| ----------------------- | ----------------------- |
| 1962                    | 1898                    |
| 1968                    | 2126                    |
| 1975                    | 2284                    |
| 1982                    | 2908                    |
| 1990                    | 3550                    |
| 1999                    | 4519                    |
| 2006                    | 5588                    |
| 2011                    | 5808                    |

## Politik
| Vertreter im conseil général des Départements | Vertreter im conseil général des Départements | Vertreter im conseil général des Départements |
| Amtszeit                                      | Name                                          | Partei                                        |
| --------------------------------------------- | --------------------------------------------- | --------------------------------------------- |
| 1833–1845                                     | Jules F.-E. Laguette de Mornay                | -                                             |
| 1845–1848                                     | Claude Joseph Tacon                           | -                                             |
| 1848–1874                                     | Jules Laguette de Mornay                      | -                                             |
| 1874–1896                                     | Jean-Baptiste Roset                           | -                                             |
| 1896–1919                                     | François Gardaz                               | -                                             |
| 1919–1936                                     | François Béroud                               | -                                             |
| 1936–1969                                     | Jules Donier                                  | -                                             |
| 1969–1982                                     | Henri Massonnet                               | -                                             |
| 1982–2001                                     | Michel Carminati                              | -                                             |
| 2001–2008                                     | Laurence Jeanneret-Nguyen                     | UDF                                           |
| 2008–2015                                     | Mario Borroni                                 | DVG                                           |